# Tiergarten Schönbrunn
Tiergarten Schönbrunn (in lingua italiana Zoo di Schönbrunn), chiamato anche Zoo di Vienna, è un giardino zoologico situato all'interno del parco del castello di Schönbrunn, a Vienna: fondato nel 1752,  si tratta del più antico zoo del mondo occidentale.

## Storia e descrizione
Un piccolo zoo esisteva nello stesso luogo già nel 1540, ma fu nel 1751 che l'imperatore Francesco I di Lorena, marito di Maria Teresa d'Austria, affidò a Nicolas Jadot la costruzione di una ménagerie nei pressi del parco del castello di Schönbrunn: si trattava di un padiglione centrale destinato alle colazioni imperiali, completato nel 1759, e intorno tredici recinti a forma di spicchio per accogliere gli animali, completati nel 1752, ognuna dotata di fontana e casetta con giaciglio per la notte.
Nel 1770 venne ospitato il primo esemplare di elefante, seguito nel 1781 da lupi e orsi. Riservato originariamente alla famiglia imperiale e alla classe aristocratica, nel 1779 il parco venne aperto al pubblico, inizialmente solo la domenica, e non si pagava il biglietto d'ingresso. Successivamente Giuseppe II d'Asburgo-Lorena organizzò delle spedizioni in Africa e in America per procurarsi esemplari per lo zoo.

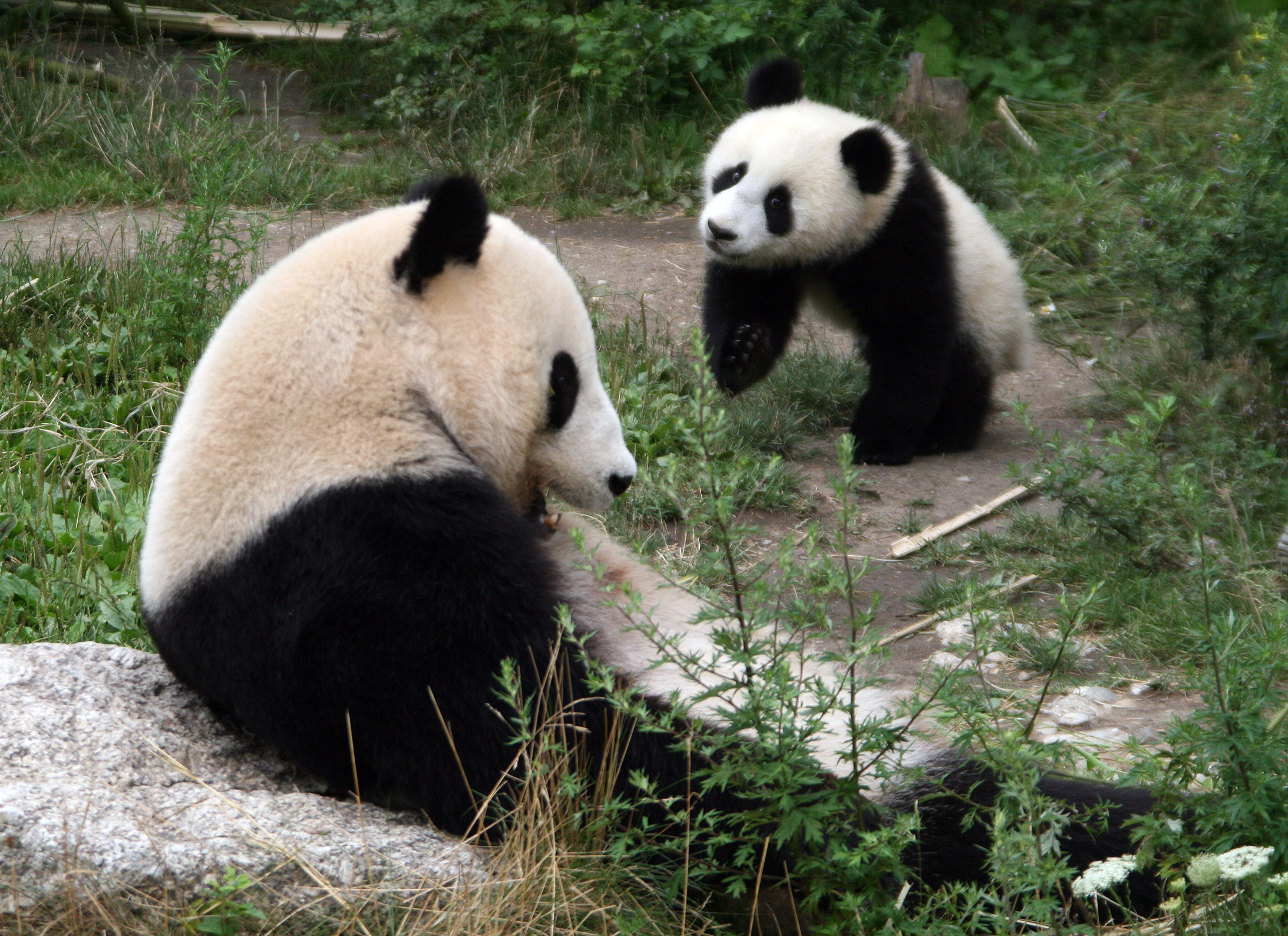
Due esemplari di panda gigante

All'inizio del XIX secolo arrivarono i primi esemplari di orsi polari, grandi felini, iene e canguri: l'arrivò degli animali esotici diede notevole successo al giardino zoologico tanto che si decise l'apertura giornaliera e furono istituite le prime guide; molti esemplari tuttavia morivano poco dopo tempo a causa della scarsa conoscenza delle loro abitudini e su come alimentarli. Francesco II d'Asburgo-Lorena ricevette in dono dal viceré d'Egitto nel 1828 la prima giraffa: l'arrivo dell'animale produsse un successo tale che portò a un notevole incremento del flusso di visitatori oltre a influenzare la moda viennese con la creazione di vestiti e accessori a tema, e un intero spettacolo, di Adolf Bäuerle, intitolato Giraffe a Vienna. Tra la fine del XIX secolo e l'inizio del XX secolo il Tiergarten Schönbrunn subì lavori di ammodernamento sia per migliorare la vita degli animali, con la messa a dimore di piante provenienti dai loro paesi di origine, sia la visita degli spettatori con l'abbattimento dei muri che contenevano le gabbie sostituiti da sbarre. Il 14 luglio 1906 al suo interno nacque il primo elefante in cattività.
All'inizio della prima guerra mondiale, precisamente nel 1914, lo zoo ospitava settecentododici specie per un totale di tremilaquattrocentosettanta esemplari: a causa della diminuzione di scorte di cibo, durante la guerra, gli esemplari scesero a novecento. Con la dissoluzione dell'Impero austro-ungarico lo zoo divenne di proprietà della repubblica austriaca. Sotto Otto Antonius, che guidò il parco dal 1924 al 1945, il numero di animali risalì nuovamente intorno ai tremila: il biologo fu inoltre il primo a interessarsi delle specie in via di estinzione, in particolare del bisonte, e istituì una serie di relazioni con università e musei per la salvaguardia della natura. Durante la seconda guerra mondiale, in particolare a seguito dei bombardamenti del 19 e 21 febbraio 1945, furono distrutti diversi edifici e numerosi animali rimasero uccisi, riducendo il loro numero a quattrocento. Il Tiergarten Schönbrunn venne ripristinato sotto il nuovo direttore Julius Brachetka e con Walter Fiedler l'estensione venne ampliata a dodici ettari, oltre all'apertura di una sezione dedicata ai bambini; nel 1961 si riprodussero le prime aquile grigie.

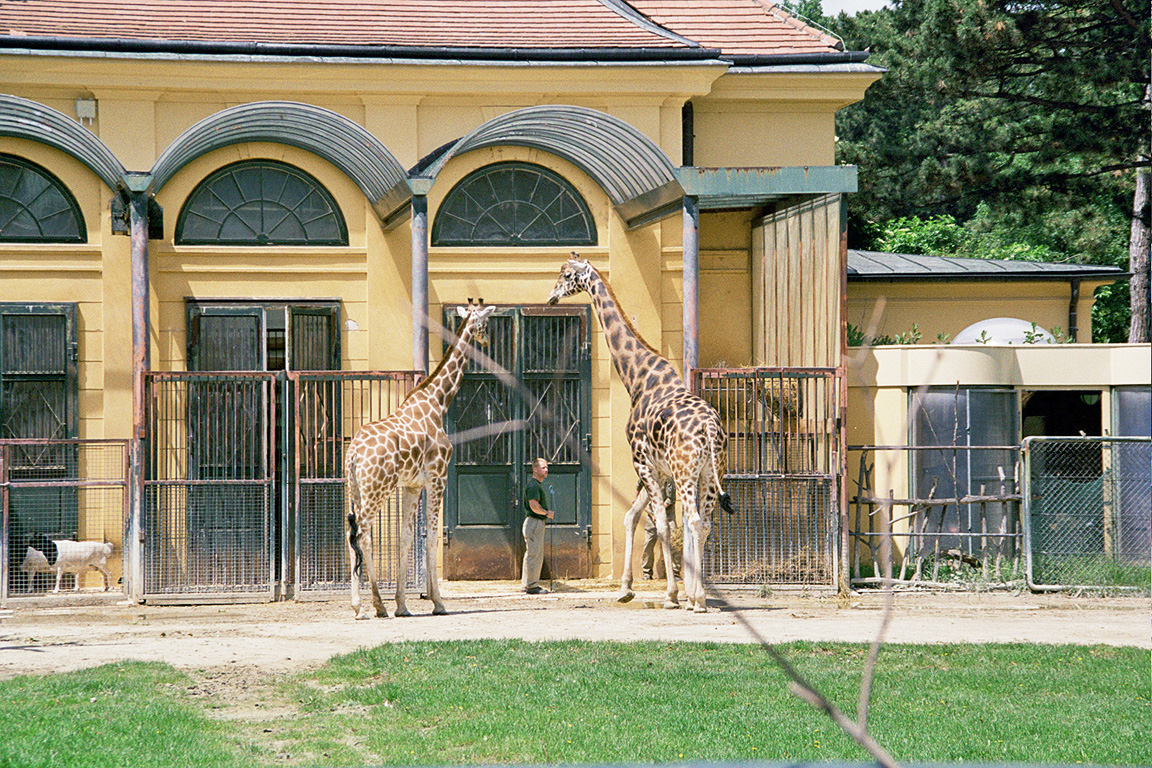
Il recinto delle giraffe

Durante gli anni 1980 il giardino zoologico visse una profonda crisi con un calo di visitatori e immagine: la chiusura venne scongiurata dalla privatizzazione del 1991, grazie all'interesse di Helmut Pechlaner, nuovo direttore e già direttore dell'Alpenzoo di Innsbruck. La struttura, grazie agli sponsor e all'aumento del costo del biglietto, venne restaurata e ampliata, con la creazione di nuove sezioni come quella della foresta pluviale, del deserto, l'insettario e della fattoria tirolese e l'introduzione di nuove specie come il panda gigante e il koala e si iniziò un programma per la protezione di diverse specie.
In occasione del 250º anniversario delle fondazione dello zoo venne coniata una moneta commemorativa da cinque euro, raffigurante il padiglione centrale circondato da alcuni animali. Nel 2004 venne inaugurata la sezione artica, mentre il 23 agosto 2007 nacque il primo panda in cattività in Europa: l'evento e le prime fasi dello sviluppo del cucciolo vennero seguite dalla rete televisiva ORF e inserite in un programma dal titolo Panda TV; sempre per la stessa rete, lo zoo, venne utilizzato come set per le riprese della serie per bambini Tom Turbo. Nel 2009, 2011, 2013 e 2015 il Tiergarten Schönbrunn è stato votato come miglior zoo d'Europa per l'anno precedente.